# Aglomeració de Granollers
L'aglomeració de Granollers o conurbació de Granollers és un sistema urbà de la plana del Vallès, a la comarca del Vallès Oriental, Catalunya, que té com a nucli principal la ciutat de Granollers.
La realitat urbana actual de Granollers supera el nivell estrictament municipal. Es tracta d’un contínuum urbà, una aglomeració formada per zones urbanitzades dels termes municipals de Granollers, Canovelles, les Franqueses del Vallès i La Roca del Vallès.
Malgrat aquesta realitat urbana supramunicipal, no existeix cap entitat administrativa que la representi.

## Descripció
La creixença vertiginosa de les poblacions des del 1960 ençà va provocar la conurbació de Granollers amb zones suburbials situades en els municipis veïns de Canovelles, les Franqueses del Vallès i la Roca del Vallès, com són, especialment, les barriades de Can Xarlet, Bellavista i la Torreta, que formen un continu urbà amb el nucli granollerí.
L'aglomeració o conurbació està formada per les següents entitats locals dels municipis indicats:
- Del terme municipal de Granollers: ciutat de Granollers, nucli de Palou i totes les zones industrials.
- Del terme municipal de Les Franqueses del Vallès: sobretot els nuclis de Bellavista i Corró d'Avall, les zones industrials Pla de Llerona i el Ramassar, i en menor mesura el poble de Llerona
- Del terme municipal de Canovelles: la pràctica totalitat del municipi, sobretot la Barriada Nova, el nucli antic de Canovelles i les urbanitzacions Can Duran i Bellulla-Tíbel-Les Àligues i la zona industrial de Can Castells.
- Del terme municipal de La Roca del Vallès: barri de La Torreta i la zona industrial Vallderiolf.

Entre aquests quatre municipis, tot plegat, s'ha format un fenomen urbà supramunicipal per on els seus habitants es mouen amb un nivell d'interrelació i d'integració molt elevada, una aglomeració de més de cent mil habitants amb les especificitats pròpies de cada unitat local, però amb un comportament morfològic i funcional globalment homogeni.
Malgrat l'existència de facto de l'aglomeració, no existeix cap entitat administrativa que la representi, del tipus mancomunitat. Si que existeix però, una Taula intermunicipal. El 2023, el partit polític Junts va reclamar una estratègia conjunta de conurbació per mancomunar més serveis entre els ajuntaments dels municipis implicats. Un dels pocs serveis mancomunats és el de transport públic urbà.
Com a mostra de les iniciatives no governamentals d'aquestes relacions intermunicipals, durant el Torneig internacional d'handbol Granollers CUP que se celebra anualment, es disputen els partits a equipaments esportius dels municipis de Granollers, Canovelles i Les Franqueses del Vallès.

## Habitants
La població dels quatre municipis de la conurbació superava els 111.000 habitants el 2023, repartits de la següent manera:
| Municipi                  | Habitants |
| ------------------------- | --------- |
| Granollers                | 62.950    |
| Les Franqueses del Vallès | 20.522    |
| Canovelles                | 17.025    |
| La Roca del Vallès        | 10.899    |

## Autobús urbà
El servei de transport urbà dels municipis de Granollers, La Roca del Vallès, Les Franqueses del Vallès i Canovelles opera sota la marca TransGran i és prestat per l'empresa Sagalés.

## Ferrocarril
Hi ha quatre estacions de tren que donen servei a la zona: dues al terme municipal de Granollers (Granollers Centre i Granollers-Canovelles,) i dues al terme municipal de les Franqueses del Vallès (Les Franqueses-Granollers Nord i Les Franqueses del Vallès.
Granollers Centre i Les Franqueses-Granollers Nord estan situades a la línia Barcelona-Girona-Portbou i hi tenen parada trens de Rodalies de Catalunya de les línies R2, R2 Nord. Granollers Centre és també origen i final dels trens de la línia R8 i tenen parada els trens de la línia R11 que són Regional Exprés. Les línies R2, R2 Nord i R8 pertanyen als serveis de rodalia de Barcelona i els trens de la línia R11 als serveis de regionals.
Granollers-Canovelles i Les Franqueses del Vallès estan situades a la línia Barcelona-Ripoll, i hi tenen parada els trens de Rodalies de Catalunya de la línia R3, també dels serveis de rodalia de Barcelona. Tots els serveis són operats per Renfe Operadora.
| Línia | << Procedència            |  | >> Destinació                                                               | Servei   | Estació                                            |
| ----- | ------------------------- |  | --------------------------------------------------------------------------- | -------- | -------------------------------------------------- |
|       | Castelldefels             |  | Granollers Centre, Maçanet-Massanes                                         | rodalia  | Granollers Centre i Les Franqueses-Granollers Nord |
|       | Aeroport                  |  | Granollers Centre, Sant Celoni, Maçanet-Massanes                            | rodalia  | Granollers Centre i Les Franqueses-Granollers Nord |
|       | L'Hospitalet de Llobregat |  | Granollers-Canovelles, La Garriga, Vic, Ripoll, Puigcerdà, La Tor de Querol | rodalia  | Granollers-Canovelles i Les Franqueses del Vallès  |
|       | Martorell                 |  | Granollers Centre                                                           | rodalia  | Granollers Centre                                  |
|       | Barcelona-Sants           |  | Portbou                                                                     | regional | Granollers Centre (només els Regionals Exprés)     |